# Period after opening
Il period after opening o PAO è un simbolo grafico inserito sui cosmetici che deve essere inteso in funzione di un rischio sanitario derivante dall'uso del prodotto e non alla “performance” tecnica del prodotto. Esso è definito infatti come “il tempo in cui il prodotto, una volta aperto può essere utilizzato senza effetti nocivi per il consumatore. 
Nell'Unione europea il simbolo PAO è stato introdotto dalla direttiva 2003/15/CE per i prodotti cosmetici con durata superiore ai 30 mesi (esenti da data di scadenza). Sono esenti invece dall'indicazione del PAO i prodotti monodose, quelli confezionati in modo da non venire a contatto con l'ambiente esterno (come gli spray) oppure quelli che, per le loro caratteristiche formulative, possono durare a lungo, senza rischi di deterioramento nel tempo. I prodotti di durata inferiore a 30 mesi invece devono obbligatoriamente indicare la data di scadenza del prodotto. 
Il PAO è indicato in tutti i Paesi dell’Unione Europea con uno stesso simbolo stampato sia sul contenitore primario (a diretto contatto con il cosmetico) sia, se presente, su quello secondario (l’imballaggio esterno): un vasetto aperto su cui è apposta la durata in mesi del prodotto dopo l’apertura, scritta in cifre, seguita dalla lettera “M” (mese in italiano, month in inglese, mensis in latino, mes in spagnolo, mois in francese, Monat in tedesco, maand in olandese, måned in danese, miesiąc in polacco, месяц in russo, месец in serbo, mí in irlandese, mês in portoghese, monato in esperanto, mexe in veneto ecc.).

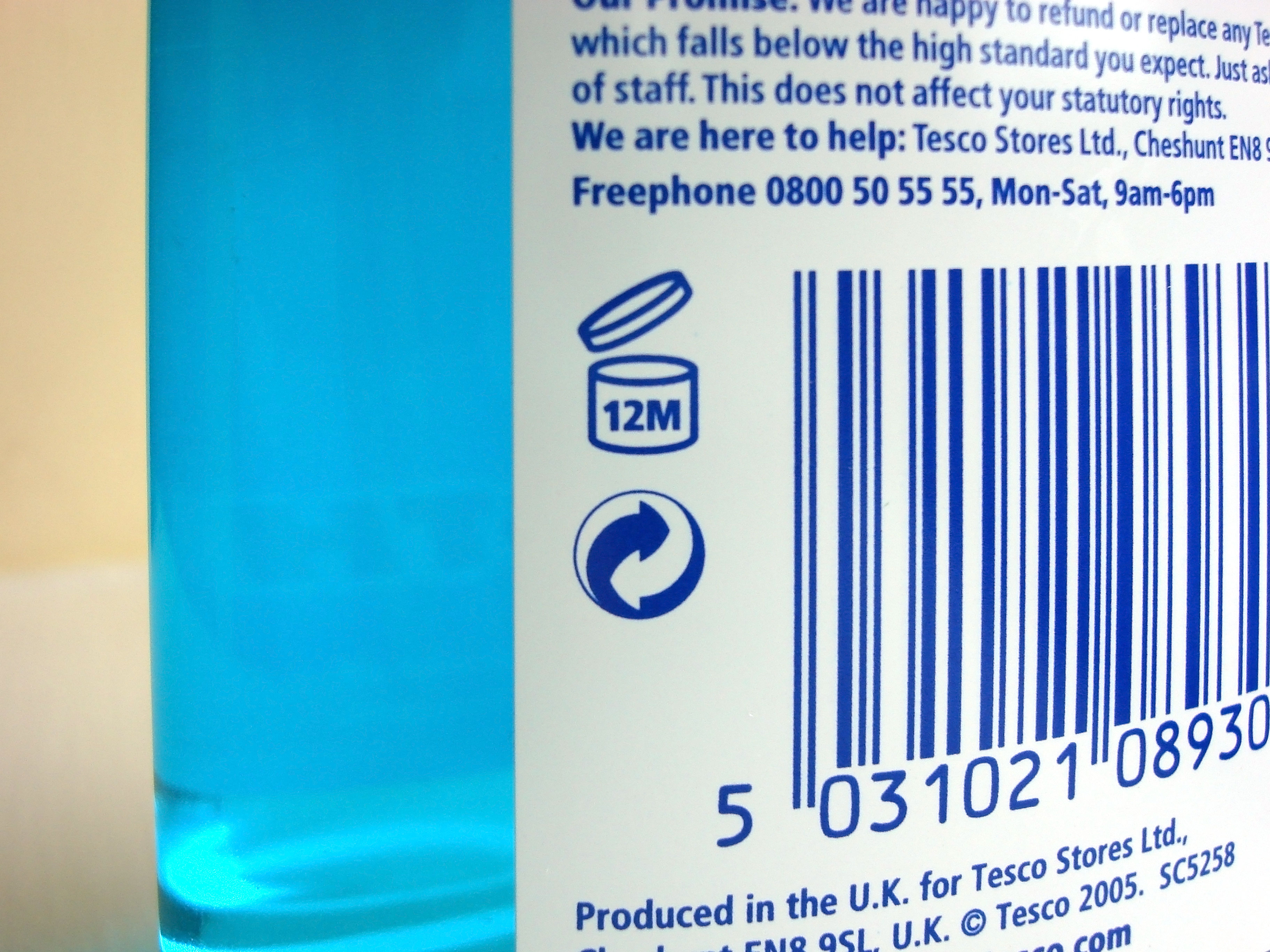
Simbolo PAO su un barattolo di collutorio.
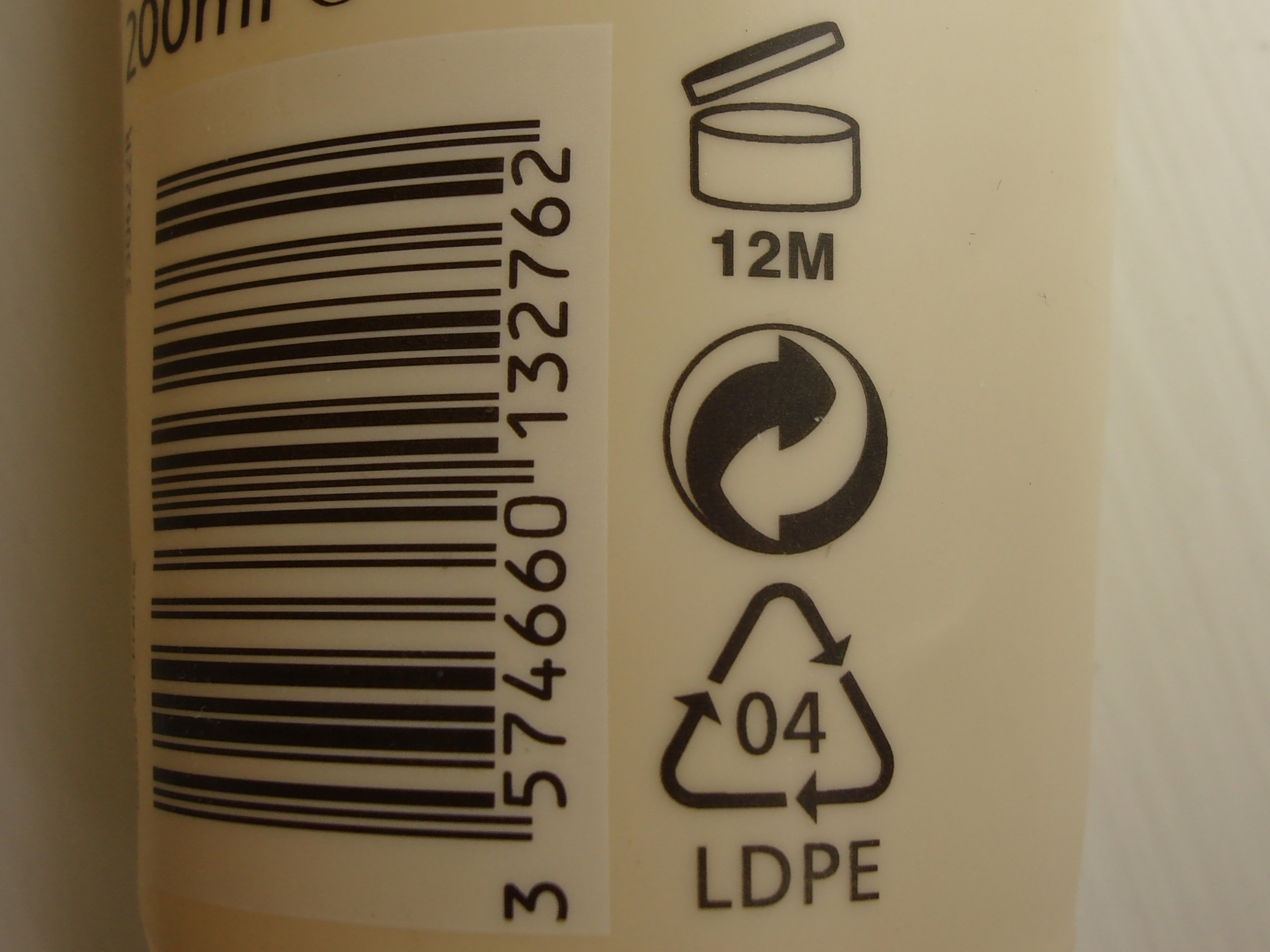
Simbolo PAO insieme ad altri codici universali internazionali di riciclaggio.
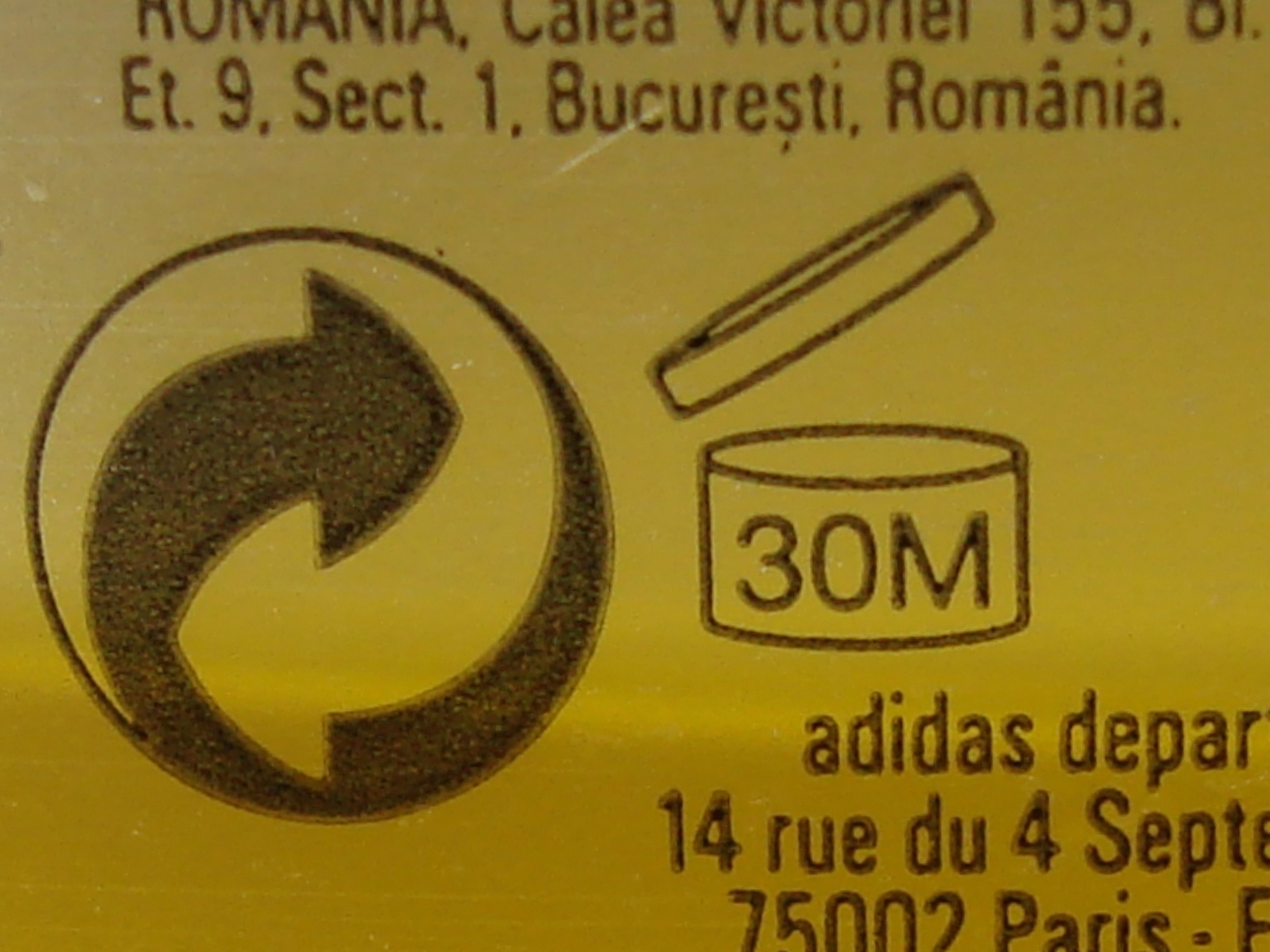
Simbolo PAO su un barattolo di bagnoschiuma.